# Митрополијски округ у Републици Казахстан
Митрополијски округ у Републици Казахстан (рус. Митрополичий округ в Республике Казахстан, каз. Қазақстан Республикасындағы Митрополиттік Аймақ) органски је дио Руске православне цркве.
Назива се још и Православна црква Казахстана или Казахстански митрополијски округ.

## Историја
Године 1991. из јединствене Алмаатинске епархије у Казахстану издвојене су двије нове епархије: Уралска и Чимкентска. Одлуком Светог синода Руске православне цркве од 16. јула 1996. основана је међуепархијска комисија епархијских архијереја у Казахстану. Затим, одлуком Светог синода од 7. маја 2003. основан је митрополијски округ са сједиштем у Астани који је у свом саставу имао три казахстанске епархије: Астанајску, Уралску и Чимкентску. На челу се налазио митрополит астанајски и алмаатински. За новог митрополита је постављен Методије (Њемцов), дотадашњи митрополит воронешки и липецки.
Садашњи назив „Митрополијски округ Руске православне цркве у Републици Казахстан“ прописан је одлуком Светог синода од 26. јула 2010, а митрополит је добио титулу „астанајски и казахстански“. Истовремено су одобрени митрополијски Статут и Унутрашња уредба, уз накнадну потврду Архијерејског сабора.
Поред три казахстанске епархије (Астанајске, Уралске и Чимкентске) одлуком Светог синода Руске православне цркве од 6. октобра 2010. образоване су још три епархије: Карагандинска, Костанајска и Павлодарска. Одлуком од 5/6. октобра 2011. образоване су такође још три епархије: Кошкетауска, Петропавловско-булајевска и Уст-Каменогорска.

## Устројство
На челу Митрополијског округа у Републици Казахстан је митрополит астанајски и казахстански који је и епархијски архијереј Астанајске епархије. Од 5. марта 2010. на тој дужности је митрополит Александар (Могиљев). Стални је члан Светог синода Руске православне цркве.
Општи црквеноправни акти којима се прописује црквено устројство су Статут Митрополијског округа и Унутрашња уредба о Митрополијском округу.
Свети синод Руске православне цркве је највиша управна власт. Он може одлучивати о оснивању или укидању Митрополијског округа, али коначну одлуку доноси Архијерејски сабор Руске православне цркве. Свети синод бира казахстанске епархијске и викарне архијереје, а поставља их патријарх указом.
Синод Митрополијског округа је извршно-управна власт. Синодски чланови су епархијски и викарни архијереји. Синодом предсједава митрополит астанајски и казахстански. Синод доноси одлуке већином гласова, а кворум чине 2/3 чланова. Прва сједница Синода је одржана 18. децембра 2010. При Синоду постоји Управа послова као стални извршни орган. Одговорна је митрополиту и Синоду. Њен статус и дјелокруг се прописују уредбом коју доноси Синод, а потврђује Свети синод.
Највиша судска власт су Високи општецрквени суд и Архијерејски сабор Руске православне цркве. Митрополијски округ има и свој Црквени суд у чији састав улазе предсједници епархијских судова.